# ایندیگو (هنرپیشه زن)
ایندیگو (انگلیسی: Indigo؛ زادهٔ ۲۵ ژوئن ۱۹۸۴) یک هنرپیشه اهل ایالات متحده آمریکا است.
او در فیلم می‌سی‌سی‌پی گریند بازی کرده‌است.